# Steve Brown
Ne doit pas être confondu avec Stevie Brown.
Theodore Brown connu sous le nom Steve Brown, né le 13 janvier 1890 à La Nouvelle Orléans en Louisiane et mort le 15 septembre 1965 à Détroit dans le Michigan, est un contrebassiste et tubiste de jazz américain.
Il commence par jouer du tuba dans l'orchestre de son frère aîné Tom, connu sous le nom Red Brown, qu'il accompagne à Chicago en 1915. C'est là qu'il participe aux enregistrements des New Orleans Rhythm Kings en 1922. De 1924 à 1927, il joue dans un des orchestres de Jean Goldkette, puis pour une courte période dans l'orchestre de Paul Whiteman avant de revenir vers Goldkette et s'établit définitivement à Detroit.
Scott Yanow le mentionne comme « le premier grand contrebassiste enregistré et l'un des plus brillants de la période 1922-1928 ». 